# Tomislav Duka
Tomislav Duka (* 7. září 1992, Split) je chorvatský fotbalový bránkář hrající za Hajduk Split.

## Klubová kariéra
Duka prošel mládežnickými týmy domovských klubů HNK Hajduk Split a RNK Split, v 15 letech se posunul do A-týmu. V RNK byl třetím gólmanem za dvojicí Andrija Vuković a Danijel Zagorac, tímto začala jeho série hostování. Nejprve v týmu Kamen Ivanbegovina, toho času hrajícího čtvrtou chorvatskou soutěž, kterému pomohl k postupu do třetí ligy. Odtud putoval na další hostování do Zagory Unešić a do NK Imotski, kterému pomohl k postupu do druhé ligy. Po odchodu Andriji Vukoviće se Duka stal náhradníkem pro Danijela Zagorace. Ve věku 23 let, v březnu 2016 dostal Duka konečně šanci v nejvyšší chorvatské soutěži. Po remíze RNK s HNK Rijekou byl popisován médii jako týmový hrdina.